# Echter Wurmfarn
Der Echte Wurmfarn (Dryopteris filix-mas; Synonym: Aspidium filix-mas), auch Gewöhnlicher bzw. Gemeiner Wurmfarn oder Männerfarn genannt, ist eine Pflanzenart aus der Gattung der Wurmfarne (Dryopteris) innerhalb der Familie der Wurmfarngewächse (Dryopteridaceae). Er ist in den gemäßigten Klimazonen der Nordhalbkugel weitverbreitet.

## Beschreibung

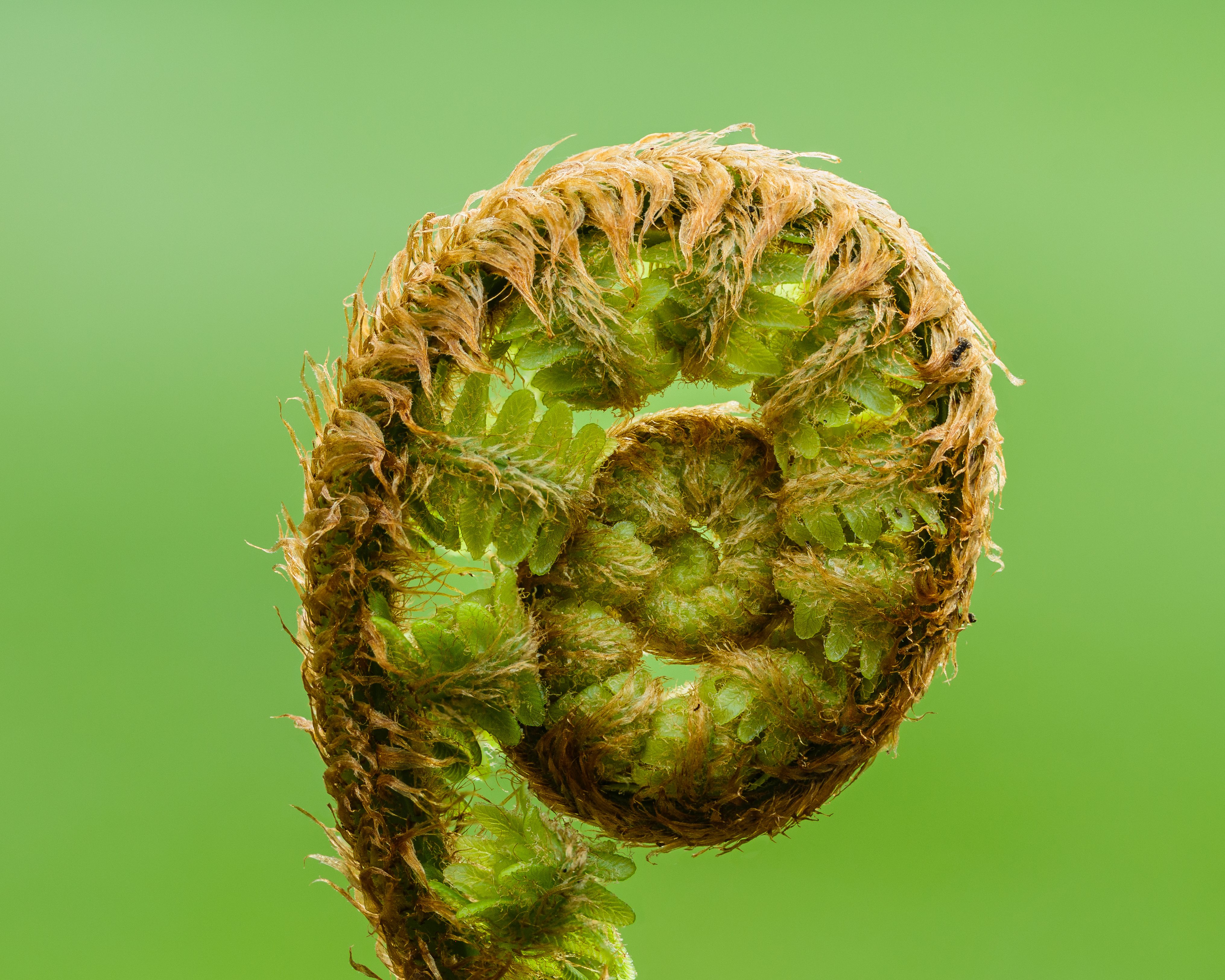
Noch eingerollter junger Farnwedel

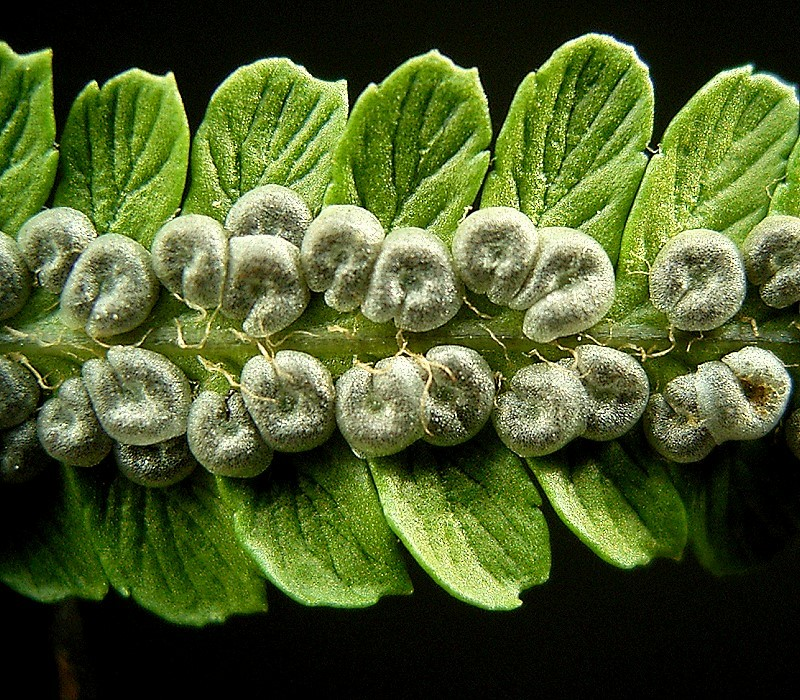
Unterseite einer Blattfieder mit einzelnen Fiederblättchen und den noch schleierbedeckten jungen Sori

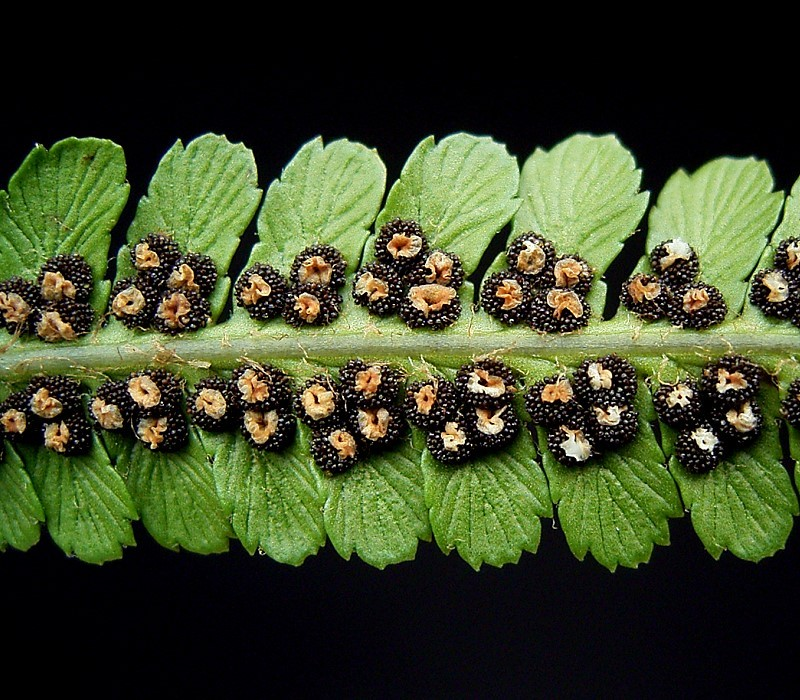
Fiedern mit reifen Sori

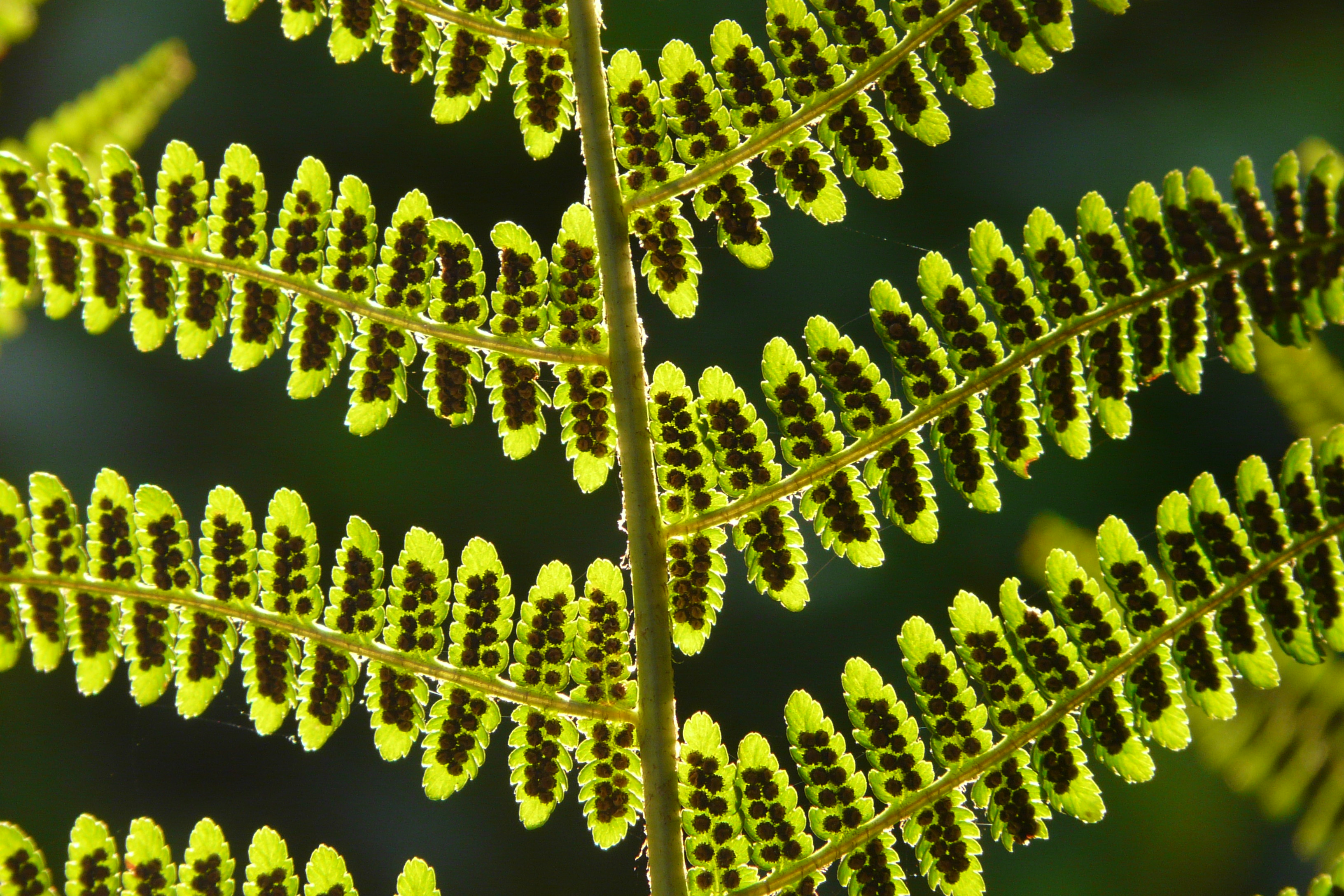
Sori

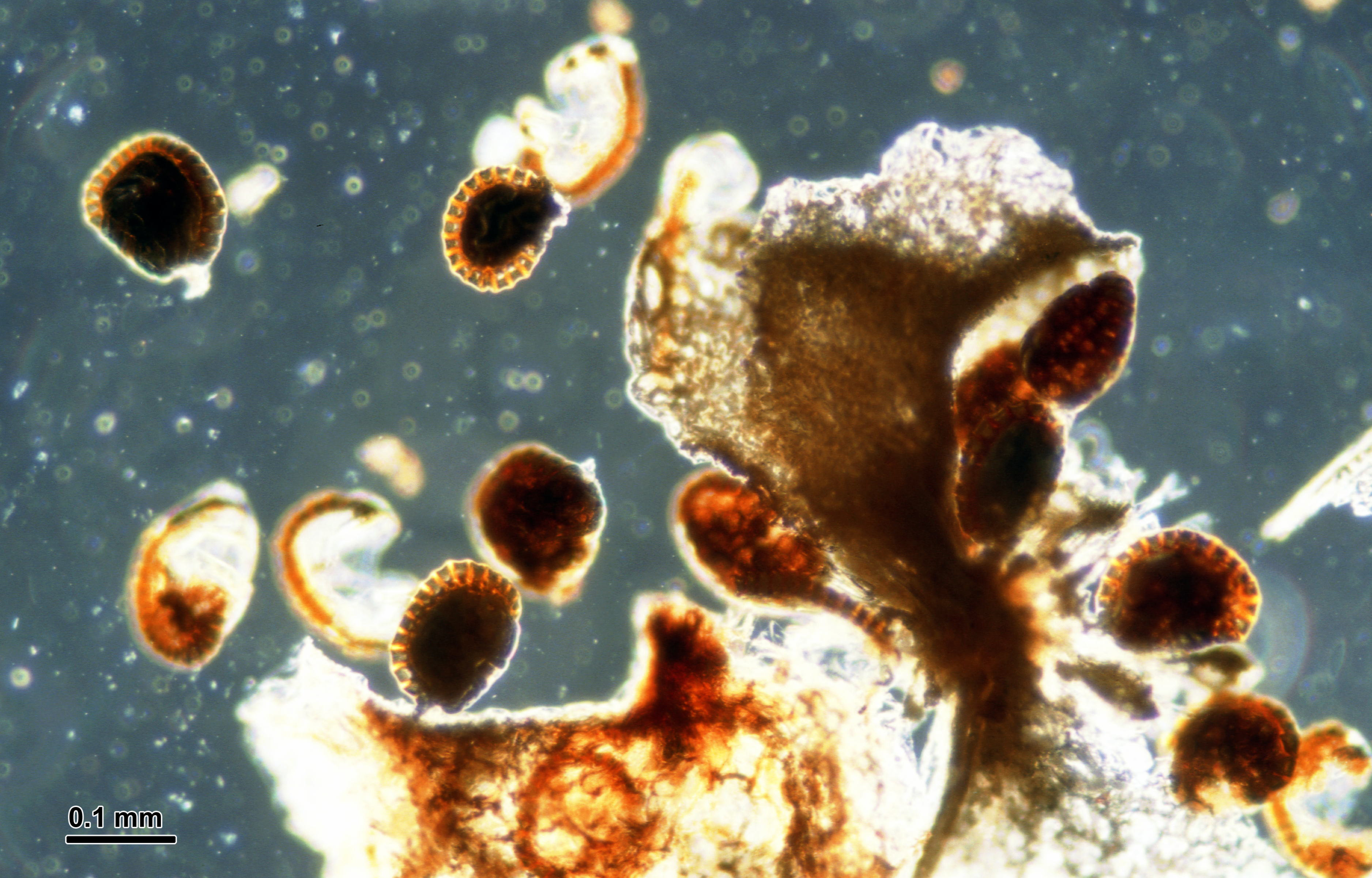
Sporangium

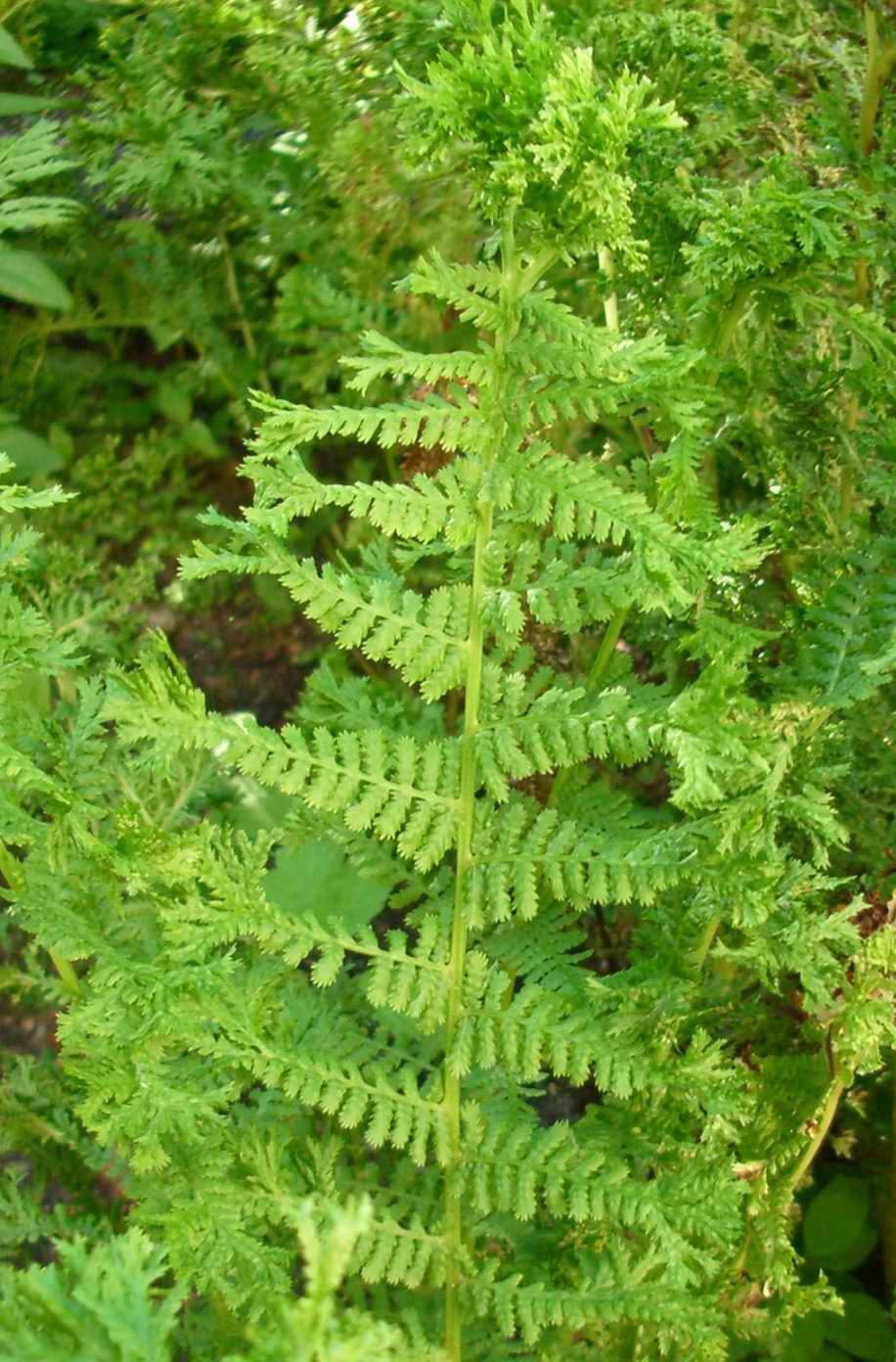
Dryopteris filix-mas cv. 'Cristata'

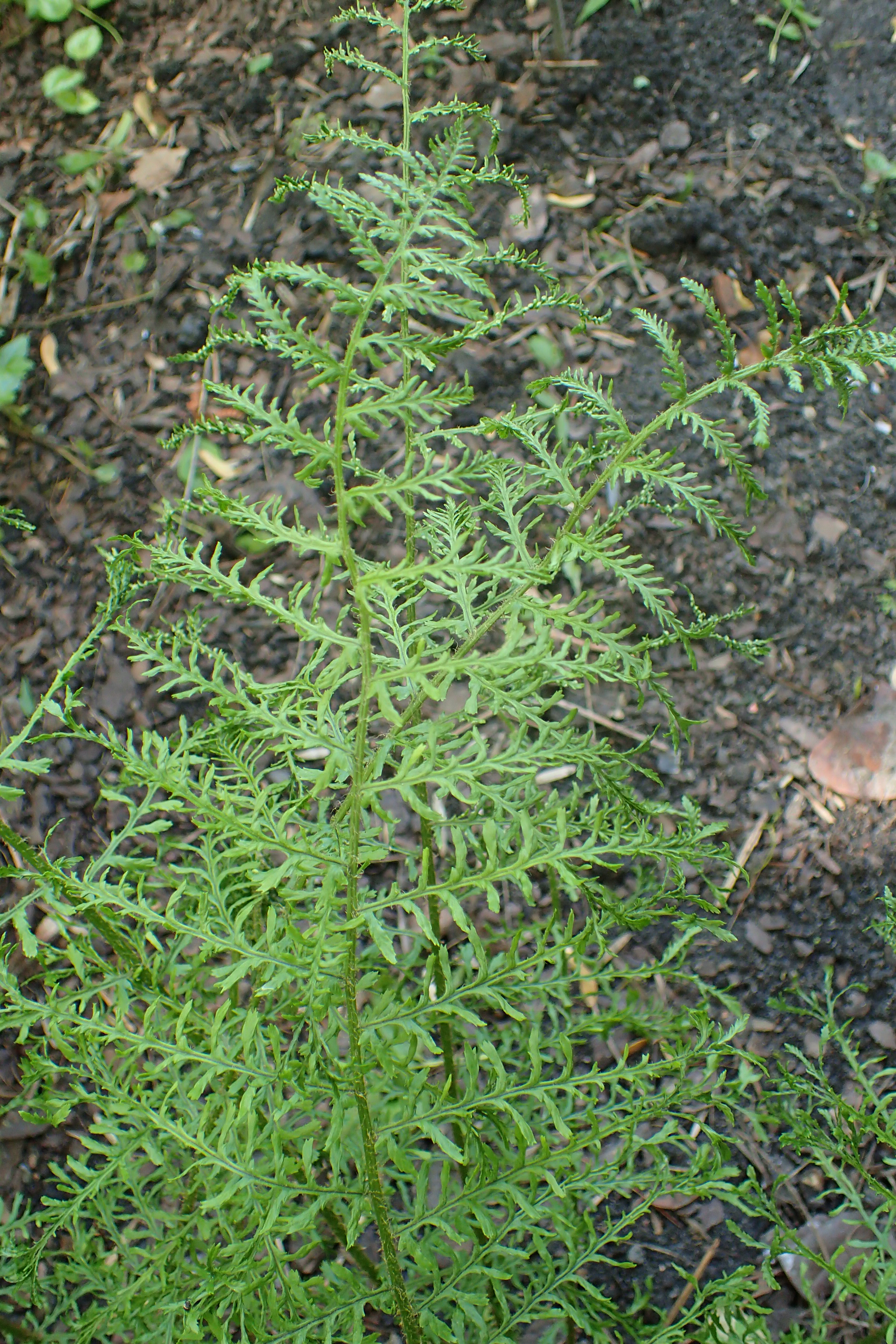
Dryopteris filix-mas cv. 'Linearis Polydactyla'

Die Wedel dieses bis in den Winter grün bleibenden, 30–120 cm hohen Farnes sind in einer trichterförmigen Rosette angeordnet. Sie erreichen eine Länge von 30 bis 140 (160) Zentimetern. Der kurze Blattstiel ist locker mit gelbbraunen Spreuschuppen besetzt. Das Blatt ist zweifach gefiedert und läuft spitz zu; die Verschmälerung zum Grund hin ist weniger ausgeprägt. Die abgerundeten Fiederchen sind am Rand scharf gesägt. Die Fiederspindel, also die Mittelrippe eines gefiederten Blattes, ist am Grund ohne violette Färbung. Die Sporenbehälter (Sori) sitzen zweireihig auf der Unterseite der sporentragenden Wedel. Ihre Schleier (Indusien) sind nierenförmig, drüsenlos und dünn; sie umfassen die Sori nicht. Die Sporen werden von Juli bis September ausgebreitet und sind 33–46 Mikrometer groß.

## Ähnliche Arten
Der Echte Wurmfarn (Dryopteris filix-mas) ähnelt dem Gewöhnlichen Frauenfarn (Athyrium filix-femina). Dieser hat jedoch heller grüne Wedel und die Fiederchen sind feiner gesägt, der Wurmfarn dagegen hat gröber gesägte Fiederchen und dunklere Wedel. Dieser Unterschied hat auch zu den Namen Frauenfarn (filix femina), von lateinisch filix („Farn, Farnkraut“), und Männerfarn (filix mas) geführt und geht sogar bis auf Leonhart Fuchs (1543) zurück, der diese Farne „Wurmfarn weible“ bzw. „Wurmfarn mennle“ nannte.

## Ökologie und Vermehrung
Der Echte Wurmfarn ist ein sommergrüner Hemikryptophyt. Die vegetative Vermehrung des Echten Wurmfarns erfolgt durch Verzweigung des Rhizoms. Das kräftige Rhizom speichert fettes Öl und Zucker. Trockene braune „Spreuschuppen“ hüllen das Rhizom und den unteren Teil der Blattspindel sowie die jungen eingerollten Blätter ein, sie sind gleichzeitig als Verdunstungs- und Wärmeschutz zu verstehen. Der Jahreszuwachs ist am Rhizom gut erkennbar. Die Blätter benötigen von ihrer Anlage am Rhizom bis zur vollen Entfaltung mehrere Jahre. Es erfolgt die Bildung einer VA-Mykorrhiza.
Beim Echten Wurmfarn ist der Vorkeim, das Prothallium, bis ca. 1 cm groß, grün und herzförmig. Der Vorkeim ist die geschlechtliche Generation, er trägt auf der Unterseite, vor allem im Bereich der Einkerbung zahlreiche, mehr oder weniger stark eingesenkte weibliche und männliche Geschlechtsorgane (Archegonien und Antheridien). Zwischen Erdboden und Vorkeim kann kapillar Wasser festgehalten werden. In diesem „Miniaquarium“ platzen die Antheridien und schließlich schwimmen die freigesetzten Spermatozoiden zu den Archegonien. Dabei werden sie  bereits von einem 26 Milliardstel Milligramm Äpfelsäure chemotaktisch angelockt. Vorkeime findet man in der Nähe der Farnpflanzen, besonders in feuchten, hohlen Baumstümpfen, an Grabenböschungen und in schattigen, feuchten Nischen.
Nach der Befruchtung der Archegonien entwickelt sich die Sporenpflanze, die nach einigen Jahren im Sommer auf der Wedelunterseite wieder Sporenbehälter, Sporangien, bilden kann. Zahlreiche Sporangien liegen jeweils in einer Gruppe dicht zusammen, die man Sorus (Mehrzahl Sori) nennt. Sporangien haben einen ringförmigen Rückenwulst, den Anulus, aus einseitig verdickten Zellen. Durch einen Austrocknungsmechanismus lässt der Anulus die Kapsel aufreißen, wobei die meisten Sporen herausgeschleudert werden und die übrigen später ausgeblasen werden. Die Sporangien sind also Selbst- und Windstreuer, weiterhin breiten sich die Sporen als Körnchenflieger aus. Die Keimung erfolgt an feuchten und schattigen Plätzen.
Es liegt  also ein Generationswechsel zwischen dem haploiden Prothallium und der diploiden eigentlichen Farnpflanze vor.

## Bedeutung als Futterpflanze (Auswahl)
Die Raupen folgender Schmetterlingsarten ernähren sich unter anderem vom Wurmfarn:
- Achateule (Phlogophora meticulosa)
- Purpurglanzeule (Euplexia lucipara)

## Vorkommen
Das Verbreitungsgebiet des Echten Wurmfarns reicht von Europa und West- bis Zentralasien bis Nordamerika, in Nordwestafrika ist er selten. Nahe verwandte Arten kommen im tropischen Asien und in Südamerika vor. Er gilt als häufigste mitteleuropäische Art der Gattung der Wurmfarne (Dryopteris). Der Echte Wurmfarn ist sehr häufig in frischen Wäldern (meist in Kiefer-/Buchenwäldern), Gebüschen, Hochstaudenfluren, Waldschlägen, Steinschutthalden und auch an Mauern vom Tiefland bis in die alpine Höhenstufe anzutreffen. Er ist eine Fagetalia-Ordnungscharakterart.
Die ökologischen Zeigerwerte nach Landolt et al. 2010 sind in der Schweiz: Feuchtezahl F = 3+w (feucht aber mäßig wechselnd), Lichtzahl L = 2 (schattig), Reaktionszahl R = 3 (schwach sauer bis neutral), Temperaturzahl T = 3 (montan), Nährstoffzahl N = 3 (mäßig nährstoffarm bis mäßig nährstoffreich), Kontinentalitätszahl K = 3 (subozeanisch bis subkontinental).
In den Allgäuer Alpen steigt er am Schänzlekopf in Bayern bis zu 2000 Metern Meereshöhe auf. In Graubünden erreicht er 2600 Meter, im Tessin bei Campolungo 2640 Meter.

## Systematik und Taxonomie
Entstanden ist die Art als allotetraploide Hybride aus Dryopteris oreades und Dryopteris caucasica, vermutlich im Gebiet des Kaukasus. Sie hat die Chromosomenzahl 2n = 164.
Man kann drei Unterarten unterscheiden:
- Dryopteris filix-mas subsp. filix-mas: Sie kommt in Eurasien, Nordafrika und Nordamerika vor. In Neuseeland, Chile und Argentinien ist sie ein Neophyt.[7]
- Dryopteris filix-mas subsp. brittonii Fraser-Jenk. & Widén: Sie kommt im südlichen Grönland, in den Vereinigten Staaten, Kanada und im mexikanischen Bundesstaat Coahuila vor.[7]
- Dryopteris filix-mas subsp. pseudorigida (Christ) Askerov (Syn.: Dryopteris filix-mas var. pseudorigida Christ): Sie wurde in der Schweiz und im Kaukasusgebiet beobachtet.[8]

Der Echte Wurmfarn wurde 1753 von Carl von Linné in Species Plantarum Tomus II, S. 1090 als Polypodium Filix-mas erstbeschrieben. Die Art wurde 1834 durch Heinrich Wilhelm Schott in Genera Filicum Band 1, S. 19, ad tab. 9 als Dryopteris filix-mas (L.) Schott in die Gattung Dryopteris gestellt. Synonyme von Dryopteris filix-mas (L.) Schott sind Polystichum filix-mas (L.) Roth und Aspidium filix-mas (L.) Sw.

## Giftigkeit
Beim Echten Wurmfarn sind der Wurzelstock, die Blattstiele und besonders die jungen Pflanzen giftig. Hauptwirkstoffe sind: Butanophloroglucide, sie sind in den Drüsenhaaren enthalten.
Als Vergiftungserscheinungen treten auf: Übelkeit, Erbrechen, Leibschmerzen, Durchfälle und Ohnmachtsanfälle. Als Steigerung können Sehstörungen, Herzschwäche und Störungen der Atmung auftreten. Bei tödlichen Vergiftungen tritt der Tod während der Krämpfe im Tetanus oder durch Atemlähmung ein. Vergiftungen kommen fast ausschließlich durch Überdosierung oder durch zu schnelle Wiederholung einer misslungenen Wurmkur mit der Pflanze vor. 25 g Wurmfarn sind nach wenigen Stunden tödlich für Schafe, 100 g für Rinder nach etwa 4 Stunden.
Der getrocknete und gemahlene Wurzelstock, pharmazeutisch Rhizoma Filicis, wurde früher in der Tiermedizin als Anthelminthikum zur Entwurmung eingesetzt.

## Trivialnamen
Im deutschsprachigen Raum werden oder wurden für diese lateinisch auch nur Filix (auch Filex) genannte Pflanzenart, zum Teil nur regional, auch die folgenden weiteren Trivialnamen verwandt: Audernkraut (Augsburg), Faden (Österreich), Faren, Farn, Farnkrautmännlein, Farnwurzel, Fasen (Österreich), Federfaden (Österreich), Flöhkraut (Eifel bei Kelberg und Nürburg), Fünffingerwurze (Österreich), Glasaschenwurz (mittelhochdeutsch), Glaseschencrut (mittelhochdeutsch), Glückshand, Hexenkraut, Hirschzehen (Salzburg im Großarltal), Hurenkraut, St. Johannisfarbe (Schlesien), Johanneshand, Johanneswurz (Lechrain), Mauckenkraut (Österreich), Pestilenzwuttel (Rendsburger Apotheke), Schabel (Thüringen bei Ruhla), Schawel (Thüringen bei Ruhla), Snakenkrut (niederdeutsch), Tropfkraut, Waldfahr, Wanzenwurz, Woanzenkrokt (Siebenbürgen) und Wurmfarn.

## Aberglaube
Durch die Beobachtung, dass Farne keine Blüten entwickeln, kam der Aberglaube auf, der Farn blühe in der Johannisnacht am 24. Juni. Man könne sich in dieser Nacht des „Farnsamens“ bemächtigen. Sein Besitz mache den Träger unsichtbar, mache ihn gefeit gegen Hieb und Stich und sei beim Heben von Schätzen dienlich.